# Kap Menzel
Das Kap Menzel ist ein wuchtiges Felsenkap am nordöstlichen Ende der Thurston-Insel vor der Eights-Küste des westantarktischen Ellsworthlands. Es stellt den seewärtigen Ausläufer der Lofgren-Halbinsel dar.
Entdeckt wurde es im Februar 1960 bei Hubschrauberüberflügen von der USCGC Burton Island und der USS Glacier im Rahmen der von der United States Navy durchgeführten Forschungsreise in die Bellingshausen-See. Das Advisory Committee on Antarctic Names benannte es nach dem deutschstämmigen Geomagnetologen und Seismologen Reinhard Wolfgang Menzel (* 1942), der zur Besetzung der Eights-Station im antarktischen Winter 1965 gehörte.